# Miloš Raičković
Miloš Raičković (Servisch Cyrillisch: Милош Раичковић; geboren 2 december 1993) is een Montenegrijnse voetballer. Hij speelt voor FK Budućnost Podgorica en ook in het nationale elftal van Montenegro.